# Berliner Kreis in der Union
Der Berliner Kreis in der Union ist eine Gruppe von Bundes- und Landespolitikern der CDU und CSU. Die in der Gruppe engagierten Politiker möchten, dass „die wertkonservativen und marktliberalen Wurzeln der Unionsparteien im politischen Alltag erkennbar sind und in konkrete Politik umgesetzt werden“. Ehemalige Sprecherin ist Sylvia Pantel (2024 aus der CDU ausgetreten und in die Werteunion eingetreten).

## Geschichte
Die Errichtung des Berliner Kreises wurde seit etwa 2007 vorbereitet. Christean Wagner (damaliger Fraktionsvorsitzender der CDU Hessen) war daran maßgeblich beteiligt.
Im Jahr 2012 trat er erstmals an die Öffentlichkeit.
Im November 2012 stellten Wolfgang Bosbach (Innenausschussvorsitzender im Bundestag), Thomas Bareiß (energiepolitischer Sprecher der Unionsfraktion im Bundestag), Christean Wagner, Thomas Dörflinger (1998–2017 Mitglied des Bundestages) und Steffen Flath (seit 1994 Mitglied des Sächsischen Landtags und seit 2008 Vorsitzender der CDU-Landtagsfraktion) den Berliner Kreis offiziell der Öffentlichkeit vor. Zu diesem Zeitpunkt umfasste das konservative Netzwerk 35 bis 40 Mitglieder der Union, unter ihnen Ute Granold und bis zu ihrem Austritt aus der CDU Anfang 2017 Erika Steinbach (Vorsitzende des Bundes der Vertriebenen).
Die politische Führung der Union sprach sich wiederholt explizit gegen eine formelle Struktur der Gruppe aus. Die Gruppe folgt dieser Vorgabe und verzichtet auf eine formelle Struktur. Nach eigenen Aussagen versammelt Bareiß in Sitzungswochen jeden Dienstag konservative Bundestagsabgeordnete; drei- bis viermal im Jahr trifft sich die Gruppe in größerer Runde.
Ende 2011 erklärte der damalige Fraktionsvorsitzende der CDU/CSU-Bundestagsfraktion, Volker Kauder, in diesem Zusammenhang: „Es geht nicht, dass so etwas institutionalisiert wird.“ Kauder äußerte im gleichen Zusammenhang, weltanschauliche Grüppchen gehörten nicht zur Tradition der Union, so etwas habe es stets nur bei der SPD gegeben. Hinter den Kulissen wurde auch angedeutet, wer ein führendes Amt behalten wolle oder in der Zukunft anstrebe, könne nicht beim Berliner Kreis mitmachen. Nach den Erklärungen Kauders sagten sich mehrere junge Unionspolitiker los, unter ihnen Mike Mohring (* 1971) und Philipp Mißfelder (1979–2015).

## Positionierung

### Berliner Manifest
Im Jahr 2012 verfasste Dörflinger den Entwurf zu einem „Berliner Manifest“ des Berliner Kreises. Aus diesem ging hervor, der Berliner Kreis wolle neben konservativen auch christliche und marktliberale Ansätze innerhalb der CDU stärken. Die Auffassungen über den zehnseitigen Entwurf reichten von „inhaltlich gehaltvoll“ bis „Das Ding ist so schlecht, da gibt es nichts zu veröffentlichen“. Die angekündigte öffentliche Vorstellung des Papiers wurde im August 2012 abgesagt, da die Beteiligten sich intern nicht einigen konnten, wofür genau sie eintreten.
Im November 2012 stellte der Kreis der Presse ein acht Seiten langes Manifest unter dem Titel „Standortbestimmung“ vor. Befragt nach den Zielen der Gruppe erklärte Wolfgang Bosbach, die Partei dürfe ihr konservatives Element nicht mehr negieren, sondern müsse sich vermehrt auf ihre Wurzeln besinnen: die herausgehobene Stellung von Ehe und Familie, das dreigliedrige Schulsystem, innere Sicherheit. Die Union müsse sich deutlich für quotenfreie Aufsichtsräte, gegen den Mindestlohn und für mehr Marktwirtschaft in der Energiepolitik aussprechen. Die deutsche Sprache gehöre endlich im Grundgesetz verankert, bei der Verfolgung von Straftaten dürfe es keinen „Migrationsbonus“ geben. Außerdem wehre man sich entschieden gegen einen europäischen Bundesstaat. Bosbach betonte weiterhin, Atomausstieg und die Bundeswehrreform seien von oben herab verordnet worden. Eine starre Frauenquote wurde durch den Kreis ebenfalls abgelehnt.
Thomas Bareiß erklärte im Rahmen des Pressegesprächs, die CDU dürfe nicht nur für Angela Merkel stehen, nicht nur ein „Kanzlerwahlverein“ sein. Medienberichten zufolge gingen die Wortmeldungen an Schärfe deutlich über die als Text verteilten Thesen hinaus.

### Erklärung zur Klimapolitik
Am 3. Juni 2017, zwei Tage nachdem US-Präsident Donald Trump den Austritt der USA aus dem Pariser Klimaschutzvertrag angekündigt hatte, positionierte sich der Berliner Kreis in einer Erklärung klimaskeptisch und forderte eine Kehrtwende bei der deutschen Klimapolitik. In einem Papier, das u. a. von Philipp Lengsfeld und Sylvia Pantel verfasst wurde, bestritt der Kreis eine „solitäre Rolle des Treibhauseffektes“, kritisierte den IPCC als „Weltrettungszirkus“ und forderte die Aufgabe des Zwei-Grad-Ziels, das auf der UN-Klimakonferenz in Paris 2015 international vereinbart wurde. In der Erklärung wird kritisiert, dass die Folgen der globalen Erwärmung negativ dargestellt werden, hingegen sei „die mit dem Schmelzen des polaren Meereises verbundenen Chancen (eisfreie Nordpassage, neue Fischfangmöglichkeiten, Rohstoffabbau) vermutlich sogar größer als mögliche negative ökologische Effekte“. Es sei falsch, „aggressive politische Maßnahmen zur Senkung der Treibhausgase“ umzusetzen. Die Klimaforschung würde die Politik moralisch erpressen; dies müsse ein Ende haben. Beanstandet wird insbesondere die Förderung von Windenergie und Solarenergie. Das Erneuerbare-Energien-Gesetz sei nicht zu reformieren und solle abgeschafft werden. Auch die Förderung von Elektromobilität und Energetischer Sanierung werden in Frage gestellt, diese müssten überprüft werden. Anstelle von vorbeugendem Klimaschutz soll die Anpassung an die globale Erwärmung treten. Die Erklärung wurde als Kampfansage an Bundeskanzlerin Angela Merkel gewertet. Diese hatte tags zuvor den Pariser Klimaschutzvertrag als „unumkehrbar“ bezeichnet und betont, es sei ein „lebenswichtiges Instrument für unseren Planeten, unsere Gesellschaften und unsere Volkswirtschaften“.

## Mitglieder
„Der Berliner Kreis ist ein Netzwerk von konservativen Abgeordneten und Mandatsträgern in der Union.“ Mitglieder sind ehemalige und aktive Bundestagsabgeordneten der CDU/CSU-Bundestagsfraktion: Viele Mitglieder verloren bei der Bundestagswahl 2021 ihr Direktmandat und schieden dadurch aus dem Parlament aus.
- Thomas Bareiß, (CDU), von 2018 bis 2021 Parlamentarischer Staatssekretär beim Bundesminister für Wirtschaft und Energie und Tourismusbeauftragter im BMWI
- Veronika Bellmann (CDU), Bundestagsabgeordnete von 2002 bis 2021, Mittelsachsen (Wahlkreis 161), Sachsen
- Wolfgang Bosbach (CDU), Bundestagsabgeordneter von 1994 bis 2017, Rheinisch-Bergischer Kreis (Wahlkreis 100), Nordrhein-Westfalen
- Thomas Dörflinger, (CDU), Bundestagsabgeordneter von 1998 bis 2017, Waldshut (Wahlkreis 298), Baden-Württemberg
- Axel E. Fischer (CDU), Bundestagsabgeordneter seit 1998, Karlsruhe-Land (Wahlkreis 272), Baden-Württemberg
- Steffen Flath, (CDU), von 1994 bis 2014 Mitglied des Sächsischen Landtags, von 2008 an Vorsitzender der CDU-Landtagsfraktion, von 1999 bis 2008 in verschiedenen Funktionen Mitglied der Sächsischen Landesregierung
- Hans-Jürgen Irmer (CDU), Bundestagsabgeordneter von 2017 bis 2021, Lahn-Dill (Wahlkreis 172), Hessen
- Alexander Krauß (CDU), Bundestagsabgeordneter von 2017 bis 2021, Erzgebirgskreis I (Wahlkreis 164), Sachsen
- Philipp Lengsfeld (CDU bis 2023), Bundestagsabgeordneter von 2013 bis 2017, Berlin-Mitte (Wahlkreis 75), Berlin
- Saskia Ludwig (CDU), Brandenburger Landtagsabgeordnete seit 2004, Potsdam-Mittelmark III/Potsdam III (Wahlkreis 19), Brandenburg
- Andreas Mattfeldt (CDU), Bundestagsabgeordneter seit 2009, Osterholz-Verden (Wahlkreis 34), Niedersachsen
- Johannes Selle (CDU), Bundestagsabgeordneter von 2009 bis 2021, Jena – Sömmerda – Weimarer Land I (Wahlkreis 191), Thüringen
- Patrick Sensburg (CDU), Bundestagsabgeordneter von 2009 bis 2021, Hochsauerlandkreis (Wahlkreis 147)
- Dietlind Tiemann (CDU), Bundestagsabgeordnete von 2017 bis 2021, Brandenburg an der Havel –  Potsdam-Mittelmark I, Havelland III, Teltow-Fläming I (Wahlkreis 60), Brandenburg
- Arnold Vaatz (CDU), Staatsminister a. D., Bundestagsabgeordneter von 1998 bis 2021, Dresden II - Bautzen II (Wahlkreis 160), Sachsen
- Marian Wendt (CDU), Bundestagsabgeordneter von 2013 bis 2021, Nordsachsen (Wahlkreis 151), Sachsen
- Klaus-Peter Willsch (CDU), Bundestagsabgeordneter seit 1998, Rheingau-Taunus – Limburg (Wahlkreis 178), Hessen

## Ehemalige Mitglieder
- Alexander Gauland (seit 2013 AfD, davor CDU)[17][18]
- Hans-Peter Uhl (CSU, † 2019), Bundestagsabgeordneter von 1998 bis 2017, München-West/Mitte (Wahlkreis 221), Bayern
- Sylvia Pantel (seit 2024 Werteunion, davor CDU), Bundestagsabgeordnete von 2013 bis 2021, Düsseldorf-Süd (Wahlkreis 107), Nordrhein-Westfalen
- Volker Mosblech (CDU, † 2024), Bundestagsabgeordneter von 2015 bis 2017 als Nachrücker für Philipp Mißfelder, Duisburg, Nordrhein-Westfalen
- Christean Wagner (CDU, † 2025), Staatsminister a. D., Landtagsabgeordneter von 1991 bis 2013, Marburg-Biedenkopf I (Wahlkreis 12), Hessen

## Förderverein
Der „Verein zur Förderung der Arbeit des Berliner Kreises“ (Marburg, VR 5040) wird von Alexander Mitsch geleitet.